# Vườn quốc gia Tà Đùng
Vườn quốc gia Tà Đùng là một vườn quốc gia ở tỉnh Lâm Đồng, Việt Nam. Với diện tích 20.937,7 ha, vườn quốc gia được thành lập vào ngày 8 tháng 2 năm 2018 trên cơ sở chuyển đổi từ khu bảo tồn thiên nhiên Tà Đùng trước đây.

## Vị trí và đặc điểm
Dọc theo quốc lộ 28 khoảng 45 km về hướng đông nam đi Lâm Đồng, thuộc xã Đắk Som, huyện Đắk Glong, cách thành phố Gia Nghĩa khoảng 45 km là khu bảo tồn thiên nhiên Tà Đùng.
Tà Đùng là thượng nguồn của hệ thống sông Đồng Nai với các dự án thủy điện Đồng Nai 3,4 đang hoạt động.
Tà Đùng là dãy núi cao tỉnh Lâm Đồng, là điểm giao thoa về địa lý và sinh học giữa khu vực Nam Tây Nguyên và khu vực Miền Đông Nam Bộ.

## Huyền thoại
Đã bao đời nay, đồng bào Mạ sống dưới chân núi vẫn hát kể cho nhau nghe những sử thi về núi Tà Đùng hùng vĩ, sự tích cái tên của từng con suối, ngọn đồi và truyền dạy con cháu rằng việc giữ rừng đại ngàn là bảo vệ sinh mệnh sống của dân làng. Già làng K'Cha, 94 tuổi kể về huyền thoại núi Tà Đùng và chuyện giữ rừng của đồng bào Mạ.

## Hệ động thực vật
Với đa số diện tích là rừng xanh đại ngàn và những hồ có diện tích lớn cùng hơn 36 đảo lớn nhỏ, vườn quốc gia có hệ động thực vật đa dạng, phong phú về số lượng và chủng loại với hơn 1000 loài động thực vật, nhiều loài có trong sách đỏ Việt Nam và thế giới như nai, cà toong, báo hoa mai, các loài linh trưởng, công, trĩ... đang có nguy cơ bị tuyệt chủng hoặc suy giảm số lượng một cách đáng lo ngại. Tà Đùng là một trong bốn vùng chim đặc hữu của Việt Nam tới 1/8 số loài chim của Việt Nam,một trong 222 vùng chim đặc hữu của thế giới.

## Danh lam, thắng cảnh
Các dòng suối Đắc N'teng, Đắc P'lao... chảy qua, tạo thành những ngọn thác như: thác Đắc Plao, thác 7 tầng, thác mặt trời...
Trên hành trình đến thác phải vượt qua những tảng đá lớn và nhiều cây cổ thụ. Thác có độ cao hơn 3 m, với nguồn nước chảy quanh năm. Đứng trên cao nhìn xuống những sườn dốc là buôn làng của đồng bào các xã Đắc P'lao, Đắc R'măng, Đắc Som...
Thác Digne Klan nằm ở xã Đắk Som, xung quanh thác có những tảng đá bằng phẳng, nhiều cây cổ thụ tán rộng,có thể cắm trại và nghỉ mát qua đêm để tận hưởng không khí núi rừng quanh đây.

## Khai thác lâm sản
Vườn quốc gia đang đối diện với vấn nạn lâm tặc khi bị khai thác nhiều cây gỗ quý lâu năm có đường kính lớn. Người Mạ ở đây cùng lực lượng kiểm lâm đang ra sức tham gia công tác chống lâm tặc.